# Semana Santa en Serón de Nágima
La Semana Santa de Serón de Nágima, es una de las manifestaciones religiosas más importantes que tienen lugar en esta villa situada en la provincia de Soria. 
En estas fechas acuden muchas de las gentes que un día dejaron el pueblo para participar y apoyar con su trabajo y con su presencia este acontecimiento. Junto con la Semana Santa del cercano pueblo de Fuentelmonge, con la que mantiene grandes parecidos, es una de las más importantes de la comarca. Ambas celebraciones están relacionadas con la representación de “los abajamientos” o descendimientos que todavía se representan en Aragón.
Una de las características que la hace diferente es que en la Procesión del Santo Entierro de Cristo que se realiza la tarde-noche del Viernes Santo, acoge mayormente “pasos vivientes”, es decir, escenas o personajes de la Pasión representados por los vecinos de la villa. Sin embargo, también pueden verse, aunque austeras, tallas como el Santo Sepulcro o la Virgen de la Soledad. Uno de los problemas con los que cuenta esta procesión es la falta de vecinos, que en muchas ocasiones hace que algunas escenas no salgan en procesión.

## Domingo de Ramos
En este día se rememora la entrada triunfal de Jesús en Jerusalén, a lomos de un asno, con la alegría de la muchedumbre que le recibió con palmas y ramos. Durante el Santo Oficio, se bendicen y reparten los ramos.

## Jueves Santo
En este día se realiza la Misa conmemorativa de la última cena de Cristo con sus apóstoles con lavatorio de pies. Los Angelitos (doce niños que representan a los doce apóstoles) participan en El Lavatorio de Pies, en el que el sacerdote les lava el pie derecho, uno por uno. La Misa es vigilada por los "coraceros", es decir, soldados romanos. Visten pantalón y camisa blancos y faldilla roja. Llevan coraza, yelmo y portan lanzas. Una vez finalizada la Misa, en procesión, se depositan las sagradas formas en el monumento que se instala en una de las capillas de la iglesia (en la actualmente denominada Capilla de San Roque).

## Viernes Santo

### Procesión del Santo Entierro de Cristo

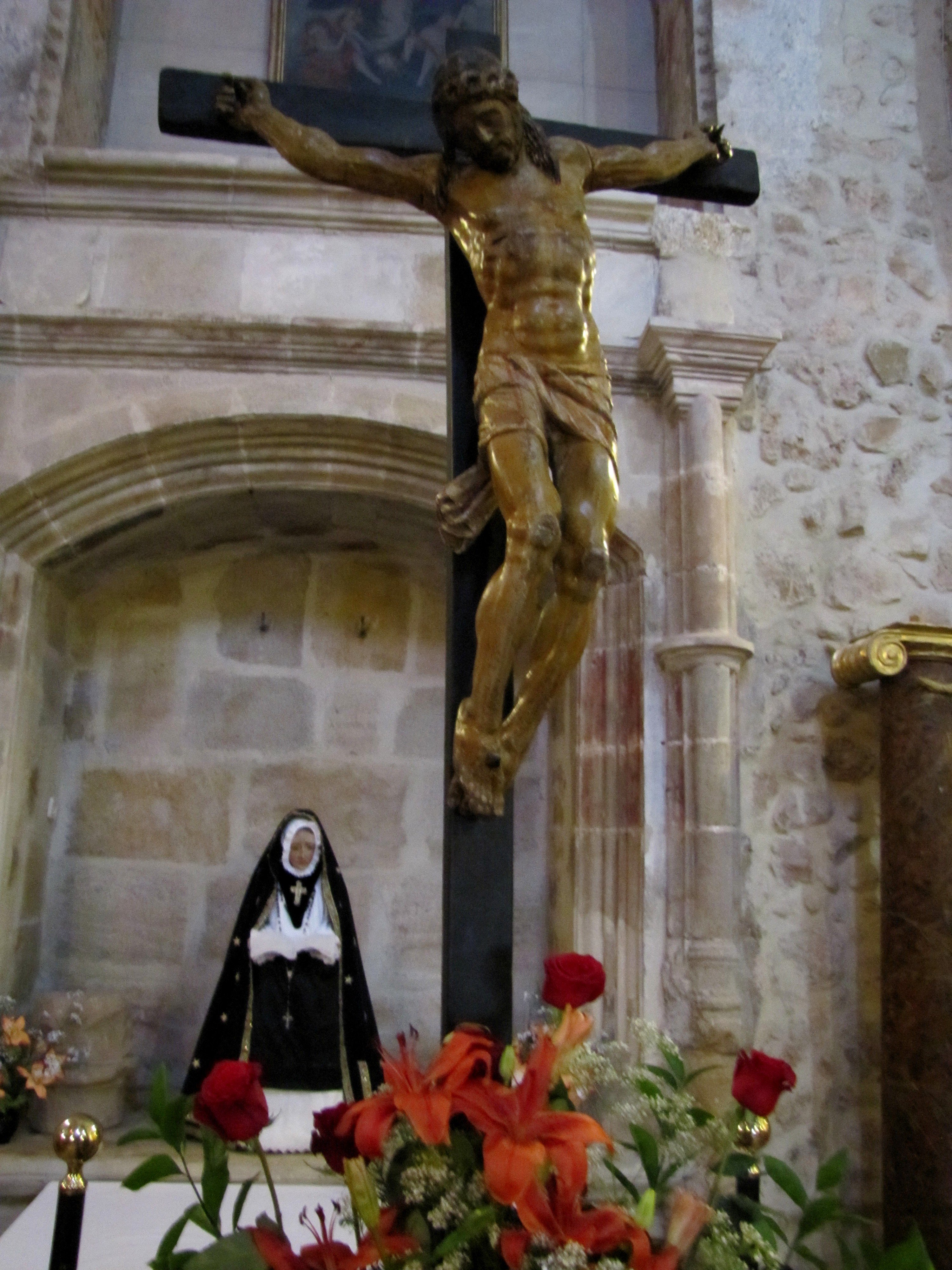
El Crucifijo sobre andas, durante la celebración de la Cruz de Mayo

En la tarde-noche del Viernes Santo tiene lugar el acto más importante de la Semana Santa en Serón. Junto al Ayuntamiento y al caer el sol, comienzan a reunirse los personajes que participaran en la procesión del Santo Entierro de Cristo. Como se ha dicho, la particularidad de esta procesión es que la mayoría de los pasos son “pasos vivientes”, esto es, escenas o personajes de la Pasión representados por las gentes de la villa. Además, éstos son acompañados por algunos nazarenos cuyo hábito se compone por túnica y capuchón morados; capa, cíngulo y guantes blancos. 
En el silencio de la tarde, dos nazarenos con tambores abren el cortejo que se dirige hacia la iglesia parroquial de Nuestra Señora del Mercado. En este momento se simboliza El Prendimiento de Jesús por los soldados romanos. Ya en la iglesia, se recogen todas las imágenes y la Cruz que porta Jesús, dando comienzo la procesión. En orden van saliendo de la iglesia los siguientes pasos, escenas y personajes.

#### Crucifijo escoltado por dos faroles
El Crucifijo de los faroles (siglo XVII o posterior) se trata de un crucificado de tamaño medio, que durante la procesión es llevado sobre la espalda de un nazareno. Se escolta por otros dos nazarenos que portan sendos faroles. Se encontraba colocado en la antigua capilla de la Virgen de la Soledad (ahora de la Virgen de la Vega) sobre el lugar que ocupaba la citada imagen. Actualmente descansa en el arcosolio situado frente a la entrada, junto a la Virgen. Esta imagen, es también sacada en procesión durante las celebraciones de la Cruz de Mayo.

#### Abraham, Isaac y el ángel
Esta alegoría representa a Abraham, Isaac y el ángel, signo del Antiguo Testamento. Abraham es el primero de los patriarcas postdiluvianos del pueblo de Israel. Abraham con una larga barba viste túnica morada, cíngulo blanco y capa fucsia; lleva el cuchillo con el que realizará el sacrificio. Isaac, con turbante, porta una gavilla de leña y viste túnica morada y cíngulo blanco. El ángel viste camisa, pantalones y guantes blancos, coraza, faldilla verde y sobre la cabeza una corona de flores. Consigo lleva el cordero que ofrecerá a Abraham para que lo cambie por su hijo. Durante la procesión se hace la representación de El Sacrificio de Isaac.

#### Jesús con la Cruz a cuestas
En este paso viviente se representa la escena de Jesús con la Cruz a cuestas, de camino al Calvario. Jesús viste túnica y cíngulo marrón, tiene los pies encadenados y porta la corona de espinas sobre la cabeza. Lleva la pesada cruz de madera ayudado por Simón de Cirene que viste túnica y cíngulo negros. Jesús es escoltado por coraceros y durante todo el recorrido es acompañado por la Verónica, vestida de negro y que lleva el paño con el que enjuga el sudor y la sangre de Jesús en el cual quedaron milagrosamente impresas sus facciones. Durante la procesión se hace representación de Las Tres Caídas de Jesús.

#### Arcos
Se denomina así a este curioso conjunto formado por tres mujeres vestidas con velo, saya y camisa blancos y que portan, elevado sobre sus cabezas, el Arco. En la procesión, había dos Arcos que representan "Las Cinco Llagas de Cristo" y "Los Siete Dolores de María". Este elemento tiene forma de medio círculo y está ornamentado con ramas y flores naturales.

#### Santo Cristo del Amparo

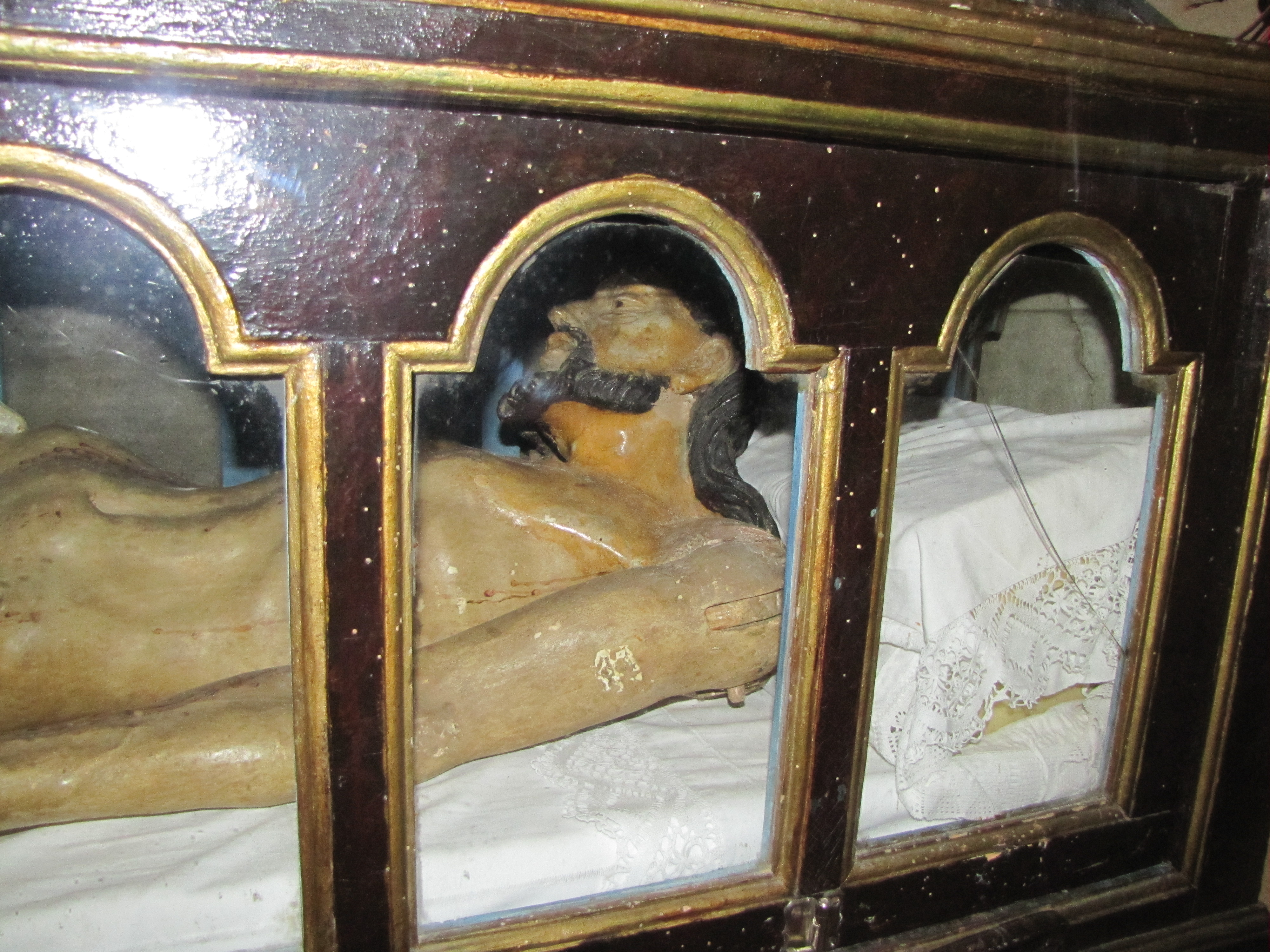
Detalle del Santo Sepulcro

El Santo Cristo del Amparo es una magnífica imagen de tamaño natural que representa a Jesús crucificado. Realizado en el siglo XIV, se venera en la capilla del mismo nombre situada en la iglesia de Nuestra Señora del Mercado. La talla representa a Cristo muerto, con las típicas características de la época: ojos cerrados y almendrados, largos cabellos, barba, cabeza ladeada, costillaje marcado, paño de pureza con pliegues, brazos algo arqueados, manos abiertas y pies sujetos al madero con un solo clavo. Esta imagen procede de una de las tres iglesias con las que contó la villa, la iglesia de la Santa Cruz, románica y de la que se conserva gran parte de su estructura original (portada, ábside y hastiales sur y oeste). Debido a su estado de conservación dejó de procesionarse hace unos años y aunque posteriormente se restauró, no volvió a salir en procesión ya que en la actualidad la falta de gente hace casi imposible sacarlo. Era portado por cuatro hombres.

#### Angelitos
Tras el Santo Cristo del Amparo, doce niños denominados popularmente “Angelitos”, representan a los Doce Apóstoles. El hábito se compone de túnica morada, cíngulo blanco y esclavina verde (salvo la de Judas, que es rosa). Sobre el pecho llevan un pañuelo cogido por el cíngulo, prendido a la túnica por un alfiler. En el lado derecho llevan otro pañuelo blanco colgado del cordón y sobre la cabeza, una corona de flores con un lazo. Durante la procesión, los Angelitos cantan a coro el trisagio (himno en honor de la Santísima Trinidad, en la que se repite tres veces la palabra “santo”) denominado Graecum, cantado en la liturgia Romana en las celebraciones del Viernes Santo:

“Santo Dios, Santo fuerte, Santo inmortal; líbranos, Señor, de todo mal.”

#### Las Siete Palabras de Jesús en la Cruz
Siete capuchones portan los carteles que, simulando pergaminos abiertos, narran las Siete Palabras de Jesús en la Cruz. El hábito, que no lleva capa, se compone de túnica, capuchón y cíngulo negros.

#### Fe, Esperanza y Caridad
Tres mujeres simbolizan a las Virtudes Teologales: Fe, vestida con alba blanca portando una cruz, Esperanza de verde con un ancla considerada desde la antigüedad como un símbolo de seguridad y Caridad con túnica roja llevando un corazón en llamas.

#### Santo Sepulcro
El Santo Sepulcro, se compone por una urna de madera y cristal en cuyo interior recoge una talla de Cristo articulada. Al igual que ocurre en Fuentelmonge, es posible que antiguamente se hiciera representación del Descendimiento de la Cruz y de La colocación de Cristo en el sepulcro. Está iluminado interior y exteriormente por varios faroles. Este paso, puede ser del siglo XVI o del XVII y durante el resto del año se halla depositado bajo un retablo barroco dedicado a la Virgen del Rosario, situado en la capilla homónima de la iglesia de Nuestra Señora del Mercado. Es portado a hombros por cuatro hombres que llevan horquillas.

#### Virgen de la Soledad

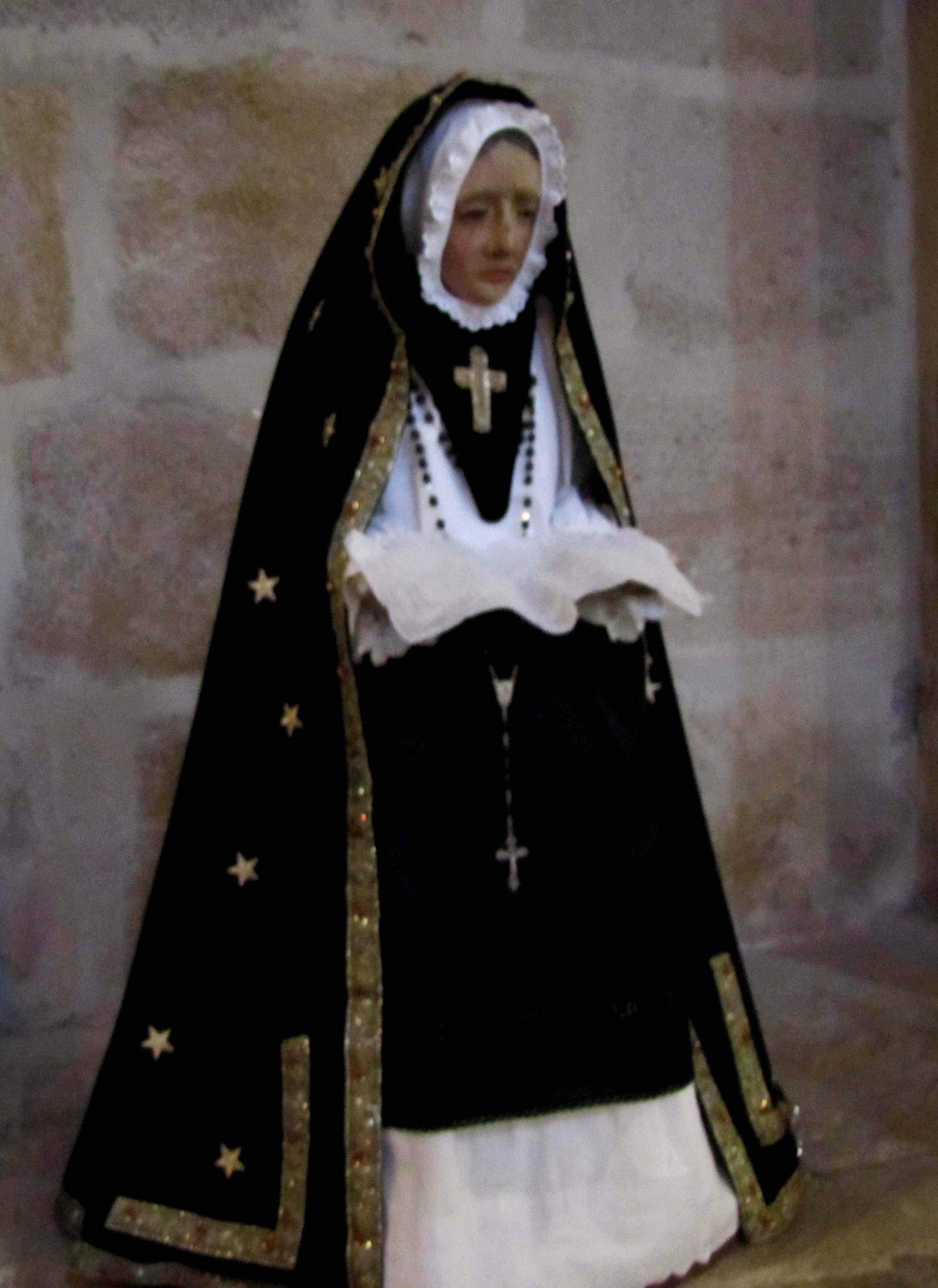
Virgen de la Soledad

Tras el Santo Sepulcro, la imagen de la Virgen de la Soledad (siglo XVI) es portada a hombros por cuatro mujeres. Se trata de una imagen de vestir que luce manto negro, saya de raso blanca y delantal negro; tiene las manos extendidas sujetando un pañuelo y su cara de dolor, tiene la mirada perdida. Esta imagen procede con toda probabilidad de la ermita que con el mismo nombre existió en la villa. En la visita del obispo de 1739 se da noticia de la existencia de la ermita de Nuestra Señora de la Soledad, que hoy solo se recuerda por el nombre del paraje en el que estuvo ubicada. Con el derribo de esta, la imagen pasó a la parroquia, situándose junto con su retablo en la Capilla dotada por Antonio de Barnuevo. En la actualidad, la imagen no ocupa el lugar que le pertenece en el centro del retablo. Tras ser desplazada y ocupar durante muchos años el lateral de la capilla para colocar en su lugar la talla de la Virgen de la Vega, patrona de la villa, en la actualidad está situada en el arcosolio que hay frente a la entrada principal.

#### Niñas de la Soledad
Acompañando a la Virgen de la Soledad están las Niñas de la Soledad conocidas popularmente como “Soledades”. Su atuendo está inspirado en el que lleva la Virgen. Visten saya y camisa blancas, bellamente elaboradas y esclavina y delantal negros de terciopelo. La cabeza se toca con una simple diadema blanca. Entre las manos llevan velas blancas y durante la procesión entonan una canción local dedicada a la Virgen.

#### Las Tres Marías
Las Tres Marías (María Magdalena; María, madre de Santiago el Menor y María Salomé, madre de Santiago y Juan) están representadas por tres mujeres con velo y vestiduras negras. En el pecho llevan bordada la M de María y entre sus manos sostienen tres faroles.

## Sábado de Gloria
En la tarde-noche se celebra la Solemne Vigilia Pascual en la que se celebra con júbilo la Resurrección de Cristo. Durante la Vigilia Pascual tiene lugar la bendición del fuego, agua y luz.

## Domingo de Resurrección
Habiéndose celebrado en la tarde-noche del Sábado Santo la Vigilia Pascual, en este día se celebra la Resurrección de Cristo.